# Ponto material
Em mecânica clássica, ponto material, partícula, massa pontual ou massa puntiforme é uma abstração feita para representar qualquer objeto que em virtude do fenômeno tem dimensões desprezíveis, ou seja, dimensões tais que não afetam o estudo do fenômeno. Por exemplo, no estudo dos movimentos da Terra, dada a distância que separa este corpo dos demais, suas dimensões são desprezíveis e ela pode ser considerada um ponto material, porém caso algum outro corpo se aproximasse da Terra, seria preciso abandonar esta aproximação e considerar o tamanho da Terra e sua estrutura.
Serve para definir também um objecto que tenha uma infinidade de pontos que se comportem do mesmo modo: assim um ponto material é nada mais do que a representação de todos os pontos deste objecto. Por exemplo, um bloco deslizando com velocidade uniforme sobre um plano pode ser considerado um ponto material, uma vez que todos os seus pontos deslizam em conjunto. De maneira geral corpos que sofrem apenas translação podem ser reduzidos a pontos materiais.
Quando o fenômeno estudado não puder prescindir das dimensões do objecto, este será encarado como um corpo extenso. Corpos que sofrem rotação e possuem momento linear são exemplos de corpos extensos.